# Patrick Pomberger
Patrick Pomberger (* 27. Januar 1974) ist ein liechtensteinischer Poolbillardspieler.

## Karriere
2010 wurde Patrick Pomberger durch einen Finalsieg im 10-Ball gegen Alessandro Banzer erstmals Liechtensteinischer Meister. Zudem wurde er Zweiter im 8-Ball und im 9-Ball sowie Dritter im 14/1 endlos und gewann die Gesamtwertung.
Bei der Liechtensteinischen Meisterschaft 2013 gewann er die Wettbewerbe im 8-Ball und im 9-Ball sowie die Gesamtwertung. Darüber hinaus wurde er im Finale gegen Michael Biedermann Zweiter im 10-Ball und Dritter im 14/1 endlos. Bei den Landesmeisterschaften 2015 holte sich Pomberger Gold in den Disziplinen 8-Ball, 10-Ball und 14/1 endlos sowie in der Gesamtwertung.
Mit dem BC Schaan spielt Pomberger derzeit in Österreich in der Regionalliga.
Patrick Pomberger ist von Beruf Bauzeichner.